# شيلبي يانج
شيلبي يانج (بالإنجليزية: Shelby Young)‏ هي ممثلة أمريكية، ولدت في 1 أبريل 1992 بفلوريدا في الولايات المتحدة.

## أعمال

### أفلام
- (2006) القصة الأصلية[4][5]
- (2008) الطفل الجامح[6]
- (2010) الشبكة الاجتماعية[7][8]

### مسلسلات
- شبح هامس

## وصلات خارجية
- شيلبي يانج على موقع IMDb (الإنجليزية)
- شيلبي يانج على موقع ألو سيني (الفرنسية)
- شيلبي يانج على موقع أول موفي (الإنجليزية)
- شيلبي يانج على موقع قاعدة بيانات الأفلام السويدية (السويدية)
- شيلبي يانج على موقع قاعدة بيانات الفيلم (الإنجليزية)
- شيلبي يانج على موقع كينوبويسك (الروسية)